# Maxillariella pastensis
Maxillariella pastensis är en orkidéart som först beskrevs av Heinrich Gustav Reichenbach, och fick sitt nu gällande namn av Mario Alberto Blanco och Germán Carnevali. Maxillariella pastensis ingår i släktet Maxillariella och familjen orkidéer. Inga underarter finns listade i Catalogue of Life.